# 利勒代勒
利勒代勒（法語：L'Île-d'Elle，法語發音：[lil dɛl]）是法国卢瓦尔河地区大区旺代省的一个市镇，位于该省东南部，属于丰特奈勒孔特区。

## 地理
利勒代勒（46°19'51"N, 0°56'57"W）面积19.09 平方千米，位于法国卢瓦尔河地区大区旺代省，该省份为法国西部沿海省份，北起大西洋卢瓦尔省和曼恩-卢瓦尔省，西临大西洋，南至滨海夏朗德省，东部及东南部与德塞夫勒省接壤。
与利勒代勒接壤的市镇（或旧市镇、城区）包括：马朗、圣让德利韦尔赛、勒盖德韦吕尔、维克斯。

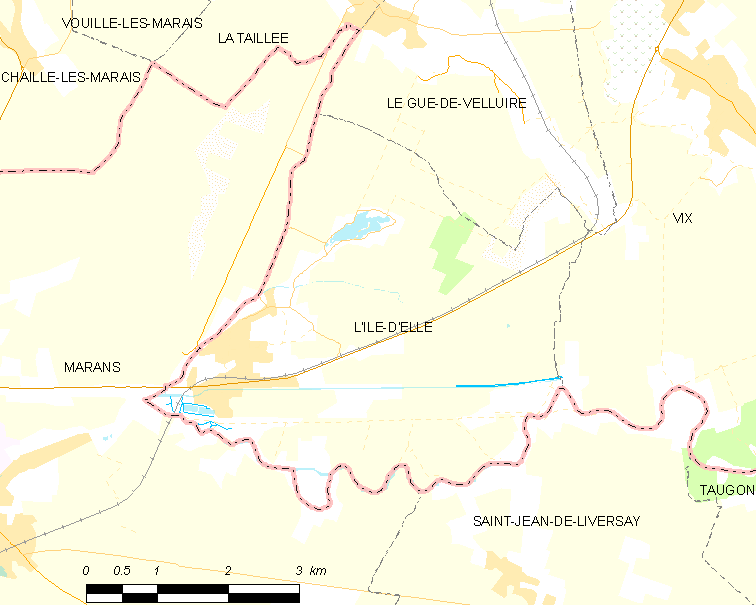
利勒代勒的OSM定位图

利勒代勒的时区为UTC+01:00、UTC+02:00（夏令时）。

## 行政
利勒代勒的邮政编码为85770，INSEE市镇编码为85111。

## 政治
利勒代勒所属的省级选区为吕松县。

## 人口

1962-2008年间利勒代勒人口变化图示

利勒代勒于2022年1月1日时的人口数量为1505人。